# (687170) 2011 QF99
2011 QF99— первый открытый троянский астероид Урана, движущийся в точке Лагранжа L4, в 60° впереди планеты. Относится к группе кентавров. Астероид был открыт в 2011 году командой Майка Александерсена (Mike Alexandersen) из Университета Британской Колумбии при помощи  Канадско-Франко-Гавайского телескопа.